# Soberton
Soberton is een civil parish in het bestuurlijke gebied Winchester, in het Engelse graafschap Hampshire met 1616 inwoners.